# Вольная русская типография

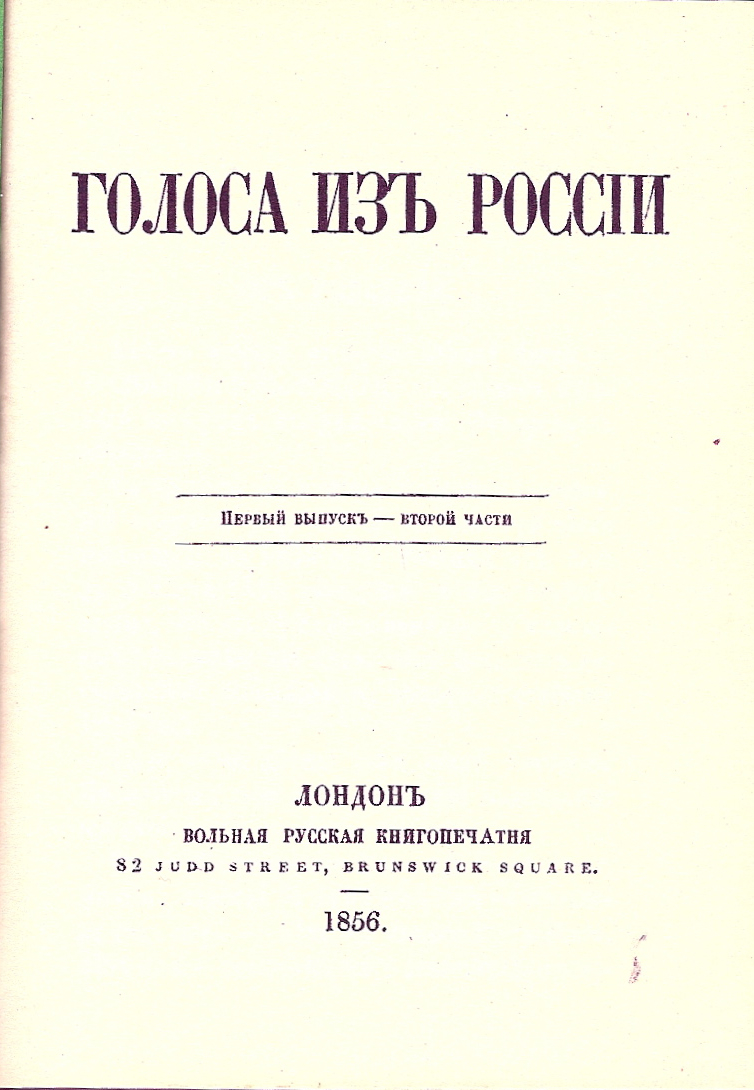
Лондон. Вольная русская книгопечатня.
82, Judd street, Brunswick Square.
Титульный лист издания «Голоса из России». 1856 год

Во́льная ру́сская типогра́фия (Вольная русская книгопечатня) — типография, основанная А. И. Герценом в 1853 году в Лондоне для печати запрещённых в России произведений, преимущественно демократического, революционного направления.

## Основание типографии
Первые мысли о создании бесцензурной типографии за границами России появились у Герцена ещё в 1849 году. Вскоре после эмиграции капитал семьи был арестован. Когда же, благодаря поддержке Джеймса Ротшильда, стабилизировались финансовые дела, а с переездом в Лондон, и бытовые, Герцен начинает подготовку к открытию издательства. 21 февраля 1853 года вышло обращение «Вольное русское книгопечатание в Лондоне. Братьям на Руси», в котором он оповещал «всех свободолюбивых русских» о предстоящем открытии 1 мая русской типографии. В первые годы жизни за границей Герцен писал о России для Европы, — публиковал брошюры «Россия», «Русский народ и социализм», большую книгу на французском «О развитии революционных идей в России». Теперь же «охота говорить с чужими проходит». Герцен поворачивается к русскому читателю. «Я первый снимаю с себя вериги чужого языка и снова принимаюсь за родную речь».
В России начала 1850-х годов число различных цензур приближалось к двадцати. Герцен же обещает авторам свободную трибуну.
«Присылайте что хотите, всё писанное в духе свободы будет напечатано, от научных и фактических статей по части статистики и истории до романов, повестей и стихотворений. Мы готовы даже печатать безденежно.
Если у вас нет ничего готового, своего, пришлите ходящие по рукам запрещённые стихотворения Пушкина, Рылеева, Лермонтова, Полежаева, Печерина и др.» «Быть вашим органом, вашей свободной, бесцензурной речью — вся моя цель». Однако двусторонней связи с Россией ещё нет, и «пока, в ожидании, в надежде получить от вас что-нибудь, я буду печатать свои рукописи».
За несколько месяцев Герцен при помощи польских эмигрантов нашёл всё необходимое для типографии: станок, краску, помещение. Польские эмигранты стали и наборщиками новой типографии (что, между прочим, впоследствии стало причиной жалоб читателей на большое количество опечаток). Мелкий, но чёткий русский шрифт был в своё время заказан Санкт-Петербургской академией наук парижской фирме Дидо. Однако академия шрифт не взяла. Он достался Герцену.
Продажей и рассылкой печатных изданий в Европе занимаются лондонская книготорговая фирма Н. Трюбнера (лавка на 60, Paternoster Row), Тхоржевского (39, Rupert Street, Haymarket), А. Франк — в Париже, Ф. Шнейдер — в Берлине, Вагнер и Брокгауз — в Лейпциге, Гофман и Кампе — в Гамбурге. Книжные лавки используются не только для продажи продукции Вольной русской типографии, но и для связи с издателями. Их адреса публикуются на страницах изданий Герцена. Кроме того, для нужд типографии Ротшильд предоставляет ему возможность пользоваться собственным адресом в New Court в Лондоне. Теперь у Герцена есть всё, кроме связи с читателями на родине.

## Начальный период

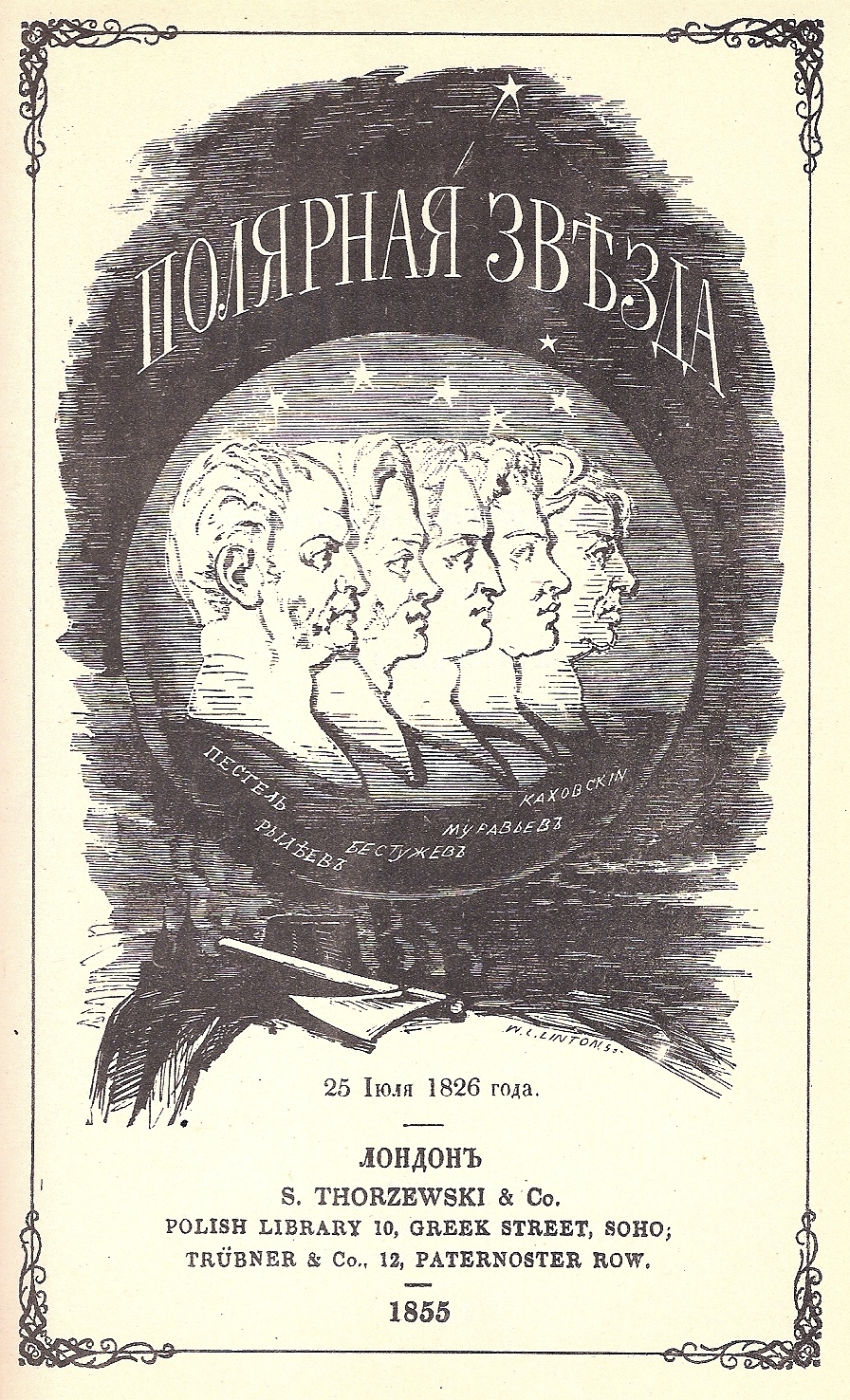
«Полярная звезда» — первое периодическое издание типографии.
Обложка первого выпуска, 1855 год

10 (22) июня 1853 года, в самый канун Крымской войны, станок типографии был запущен. Первое издание — брошюра «Юрьев день! Юрьев день!», в которой Герцен призывает русское дворянство начать освобождение крестьян. В конце июля выпущена прокламация «Поляки прощают нас!», посвящённая пропаганде союза и сотрудничества русской и польской демократий. В августе свет увидела брошюра Герцена «Крещёная собственность», также направленная против крепостного права. За два года напечатано пятнадцать листовок и брошюр.
Первые три года большую часть изданий типографии составляли сочинения Герцена. Завоевать доверие на родине не удавалось, Крымская война разорвала связи типографии с Россией и материалы оттуда не присылали. 25 марта (6 апреля) 1855 года Александр Герцен издает анонс первого периодического издания типографии — «Полярной звезды». В августе выходит первый выпуск. Он также ещё укомплектован материалами эмигрантов. В послесловии издатель напоминает читателям: «Вопрос о том, поддержите ли вы нас или нет, чрезвычайно важен. По ответу можно будет судить о степени зрелости русской мысли, о силе того, что сгнетено теперь <…>. Без статей из России, без читателей в России „Полярная звезда“ не будет иметь достаточной причины существования <…>. Ваше молчание, мы откровенно признаемся, нисколько не поколеблет нашу веру в народ русский и его будущее; мы только усомнимся в нравственной силе и годности нашего поколения».
Не имея возможности угадать успех нового издания, Герцен не открывает подписку на него, не даёт обязательств насчёт его периодичности, хотя надеется на три-четыре выпуска в год (на самом деле журнал-альманах удаётся выпускать примерно раз в год). В вышедшем в мае 1856 года втором выпуске уже появляется письмо, поступившее из России, хотя перу Герцена всё ещё принадлежат 190 страниц из 288.

## Золотой век
1856 год оказался переломным для успеха типографии. В апреле в Лондон переезжает Н. П. Огарёв и присоединяется к управлению типографией. А уже летом удаётся наладить полноценную связь с соотечественниками. Типография получает большой пакет материалов от представителей либерального крыла русской интеллигенции — К. Д. Кавелина, Б. Н. Чичерина, Н. А. Мельгунова. Они готовы воспользоваться трибуной, которую предоставляет Вольная русская типография, но не желают публиковаться в «Полярной звезде». «Вы удивляетесь, отчего вам не шлют статей из России; но как же вы не понимаете, что нам чуждо водружённое вами знамя? Начните издание сборника другого рода, нежели ваша „Полярная Звезда“, и у вас больше найдётся сотрудников, и самое издание будет лучше расходиться в России <…>. Но если вы хотите непременно продолжать на старый лад, то пишите лучше по-французски, ибо во всяком случае вы пишите для Франции, а не для России».
Таким образом, в июле 1856 года Герцен и Огарёв запускают ещё одно периодическое издание — сборники статей «Голоса из России», принимающее статьи преимущественно либерального направления, линия авторов которых не соответствует революционной линии «Полярной звезды».
Вольная русская типография переживает свой золотой век. В Лондон переправляются рукописи из России, обратно контрабандой ввозятся запрещённые печатные издания. Несмотря на обещание «всё писанное в духе свободы будет напечатано», Герцен получает возможность выбирать из корреспонденции материалы для публикации. Историк Натан Эйдельман приводит три причины для отбраковывания материалов (не считая плохого качества):

1. Не печатались материалы «в защиту существующего положения в России»: авторы такого рода статей могли легко располагать вполне легальной подцензурной печатью. 

2. Ограничивались или исключались такие материалы, которые власть могла бы использовать для преследования прогрессивных деятелей. Именно по этой причине Герцен отклонил предложение Полторацкого печатать регулярные обозрения русской словесности наподобие тех, что некогда публиковал Бестужев в «Полярной звезде» 1823—1825 гг.: «Нам не настолько известны новые порядки, чтоб слишком откровенно говорить о современных писателях и книгах; пожалуй, Мусин-Пушкин за это представит меня к аннинскому кресту». 

3. Ограничивались или исключались из тактических соображений материалы, которые могли бы повредить распространению и влиянию Вольной печати в широких оппозиционных кругах русского общества.

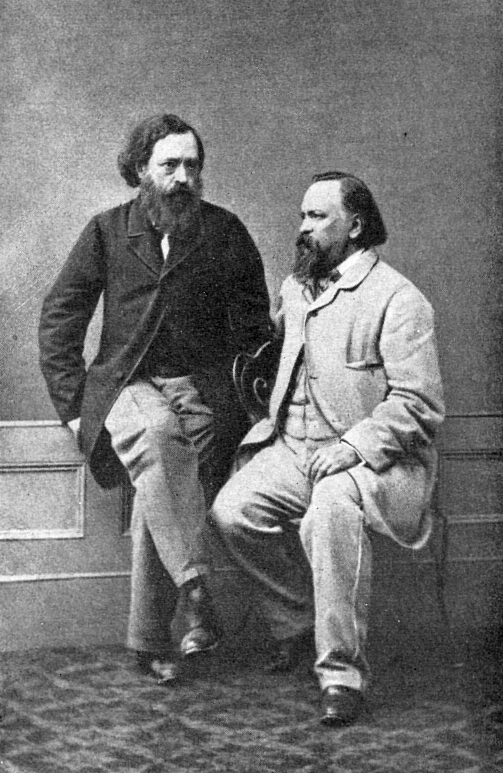
Александр Герцен и Николай Огарёв

25 марта 1857 года выходит третий выпуск «Полярной звезды». Герцен и Огарёв приходят к выводу о необходимости издания, способного более оперативно реагировать на текущие события. 13 апреля 1857 г. издательство отдельной листовкой анонсирует будущую газету, и 22 июня 1857 г. вышел первый «Колокол». В декларации редакторы указывают свои первые цели:
- освобождение от цензуры
- освобождение крестьян от помещиков
- освобождение податного сословия от побоев

Несмотря на то что газета рассматривалась издателями как «прибавочные листы к „Полярной звезде“», она очень быстро стала важнейшим изданием Вольной типографии. Сперва «Колокол» выходил раз в месяц, затем дважды в месяц, а в свои лучшие времена был еженедельным. Тираж достигал 2500-3000, а с дополнительными тиражами — 4500-5000 экземпляров. Бывший «прибавочными листами» к «Полярной звезде», «Колокол» скоро сам обзаводится собственными приложениями. С 1859 по 1862 выходит приложение «Под суд!», публикующее документальные материалы, разоблачавшие антинародный характер внутренней политики, а с 1862 по 1864 — «Общее вече», революционная газета для народа. В период революционной ситуации 1859—1861 и подготовки крестьянской реформы количество писем из России значительно возросло и достигало сотен корреспонденций в месяц.
Типография сохраняет от утраты ходившие только в списках запрещённые стихотворения Пушкина (ода «Вольность», «Деревня», «Послание в Сибирь», «К Чаадаеву»), агитационные песни Рылеева и Бестужева, «Смерть поэта» Лермонтова. Снова выпускает на свет «Путешествие из Петербурга в Москву» Радищева, «Думы» Рылеева, издаёт сборник «Русская потаённая литература XIX века». В «Историческом сборнике» собираются документы из архивов, выписки из дневников государственных и общественных деятелей. Пишется история декабристского движения, публикуются записки декабристов. Издаются сборники документов, связанных с историей раскола и старообрядчества. Выходят потаённые записки императрицы Екатерины II, в которых содержалось утверждение, что отцом императора Павла I являлся князь Сергей Салтыков, а не Пётр III (записки были недоступны даже членам правящей фамилии: рукопись была опечатана и могла вскрываться только по личному распоряжению императора). Выходят воспоминания княгини Дашковой и сенатора Лопухина.
С 1857 года типографии удаётся работать не в убыток: «До 1857 года не только печать, но и бумага не окупалась. С тех пор все издержки покрываются продажей, далее наши финансовые желания не идут». Книготорговцы охотно принимают издания для продажи.

## Связи с Россией

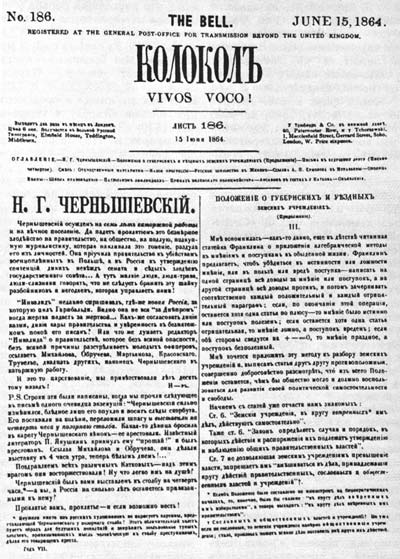
«Колокол», номер 186. 1864 год

Издания Вольной русской типографии были запрещены на родине. Порой даже из легальных зарубежных газет при доставке в Россию вырезались объявления о продаже продукции Вольной типографии. Однако Императорская Публичная библиотека получала в собственные закрытые фонды издания, купленные через берлинское посольство или конфискованные на таможне.
В первой половине 1858 г. русскому правительству удалось добиться официального запрещения «Колокола» в Пруссии, Саксонии, в Риме, Неаполе, Франкфурте-на-Майне. Издания пересекали границу контрабандно. Небольшой «Колокол» провезти было проще, чем «ливрезоны» альманахов. Но мелкий шрифт и тонкая бумага тоже облегчали задачу — журналы можно было сложить в два, в четыре раза. Тиражи ввозились через Петербург, Одессу, Кавказ, китайскую границу — под видом упаковочной бумаги, в чемоданах с двойным дном, в пустых гипсовых бюстах, среди дров, вставными страницами в партиях зарубежных легальных книг, в стволах боевых орудий военного судна. Российскому читателю номер «Колокола» обходился в пять-десять раз больше лондонской цены.
С продукцией типографии борются и при этом читают на самом верху. Иногда во время министерских докладов император с мрачным юмором вспоминал, что уже читал это в «Колоколе». «Скажите Герцену, чтобы он не бранил меня, иначе я не буду абонироваться на его газету», — иронизирует Александр II. Конверты с «Колоколом» отправляли прямо к героям публикаций — министрам, важным военным, гражданским, духовным чинам. Император вынужден предупредить министров, чтобы «в случае получения газеты никому о ней не сообщать, но оставлять исключительно для личного чтения».
По словам современников, в конце 50-х годов «личность Герцена пользовалась каким-то мистическим обаянием, превосходившим авторитет власти». В Лондон пишут и революционеры, и «люди умеренных мнений». «Особенно усердно помогали травлям крупных сановников должностные лица центральных канцелярий» (А. П. Мальшинский). Среди корреспондентов Герцена работники министерств внутренних и иностранных дел, Священного Синода. Хотя тогдашний государственный бюджет не обнародовался, «Колокол» публикует полный бюджет на 1859 и 1860 годы. В пересылке Герцену секретных материалов был заподозрен даже первый заместитель министра внутренних дел Н. А. Милютин. Автором памфлета на министра юстиции графа Панина в «Голосах из России» считается будущий Обер-прокурор Святейшего Синода Константин Победоносцев.
Бесцензурный информационный канал использовался в годы подготовки крестьянской реформы, чтобы привлечь внимание Александра II к некоторым альтернативным проектам реформы, как, например, проекту В. А. Панаева, напечатанному в «Голосах из России».

## Завершение работы типографии

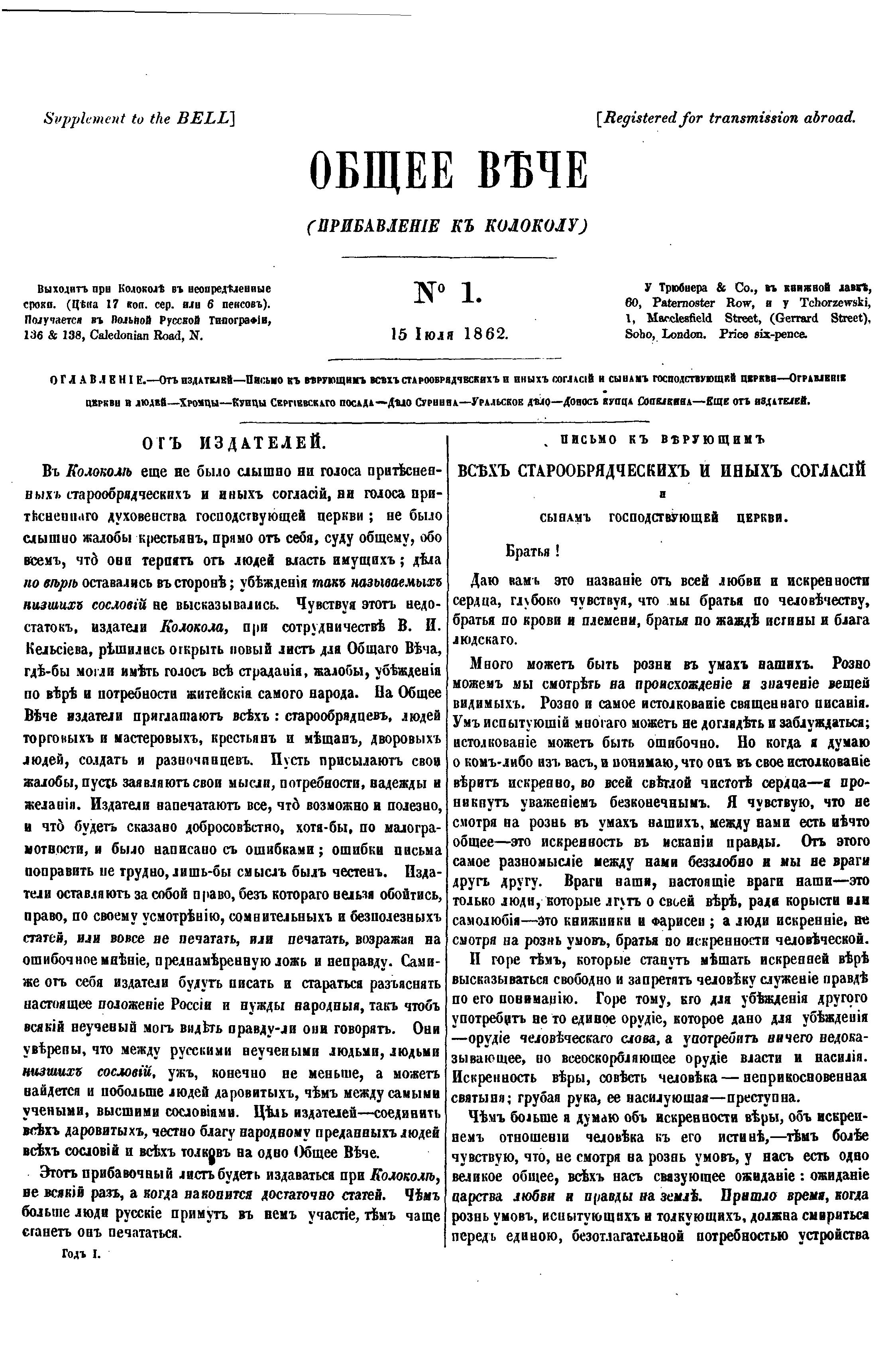
«Общее вече».
Приложение к газете «Колокол».
15 июля 1862 года. Первый выпуск

В начале 1860-х годов влияние Вольной русской типографии начинает падать. Для новой генерации революционеров, разделяющих бескомпромиссность «Молодой России», её издания уже недостаточно радикальны. По их мнению, «„Колокол“, оказывая влияние на правительство, уже совсем становится конституционным». В то же время от Герцена отворачивается большая часть либеральной аудитории. Даже в либеральной российской прессе озвучиваются слухи, будто большие петербургские пожары 1862 года являются следствием поджогов — диверсионных актов «нигилистов», воспитанных на идеях Герцена и Чернышевского. Интерес к изданиям типографии снижается также после снятия запрета с имени Герцена и разрешения открытой полемики с ним. С 1862 года спрос на вольную прессу неуклонно уменьшается. Типография пытается расширять круг читателей и начинает издавать приложение к «Колоколу» «Общее вече» — народную газету, написанную более простым, понятным малообразованной аудитории языком. Огромный удар по популярности Герцена и типографии нанесло принятое после серьёзных колебаний решение поддерживать польское восстание 1863 года. К середине года спрос на лондонские издания сокращается так, что в августе Герцен констатирует уже полную остановку сбыта. К зиме тираж «Колокола» падает до 500 экземпляров. Тогда же иссякает поток посетителей Герцена. Кроме того, некоторое ослабление цензуры в России оттягивает потенциальных авторов Вольной типографии в российскую прессу.
В середине шестидесятых большинство эмигрантов из России останавливалось на континенте, да и поддерживать сообщение с родиной было легче оттуда. Пытаясь выправить положение, в апреле 1865 года типография переезжает в Женеву. Вскоре после этого Герцен передает её в собственность Людвигу Чернецкому — поляку-эмигранту, с 1853 года бывшему ближайшим помощником Герцена и Огарёва в Вольной русской типографии.
На некоторое время отток читателей и корреспондентов удаётся приостановить, но после выстрела Каракозова в 1866 году и последовавших за ним правительственных репрессий связь с Россией сходит на нет. Последняя «Полярная звезда» выходит без корреспонденций из России. Информацию о событиях в России для «Колокола» издатели получают из легальной русской прессы. Сам «Колокол» расходится мало, преимущественно в Европе, для европейского читателя, и, словно по саркастическому совету первых авторов «Голосов из России», издаётся на французском языке.
В августе 1867 года женевская типография была ликвидирована. После этого Чернецкий арендовал другую типографию. Она также стала называться «Вольной русской типографией» и просуществовала до 1870 года, прекратив свою деятельность вскоре после смерти Герцена.

## Некоторые издания Вольной русской типографии
- Юрьев день! Юрьев день! — брошюра (июнь 1853)
- Поляки прощают нас! — прокламация (июль 1853)
- Крещёная собственность — брошюра (август 1853)
- А. И. Герцен. Прерванные рассказы — сборник (1854)
- Русская типография в Лондоне — листовка (1854)
- А. И. Герцен. Тюрьма и ссылка (1854)
- А. И. Герцен. Письма из Франции и Италии (1847—1852) — (1855)
- А. И. Герцен. С того берега (1855)
- Стихотворение П. А. Вяземского «Русский бог» — отдельный листок
- Герцен А. И. 27 февраля 1855 г. Народный сход в память переворота 1848 в St. Martin's Hall, Long Acre, в Лондоне — сборник (1855)
- Полярная звезда — альманах, 8 книг, книга VII в двух выпусках (1855—1869)
- Голоса из России — сборники статей, 9 выпусков (1856—1860)
- Колокол — газета, первоначально приложение к «Полярной звезде» (июль 1857 — июль 1867)

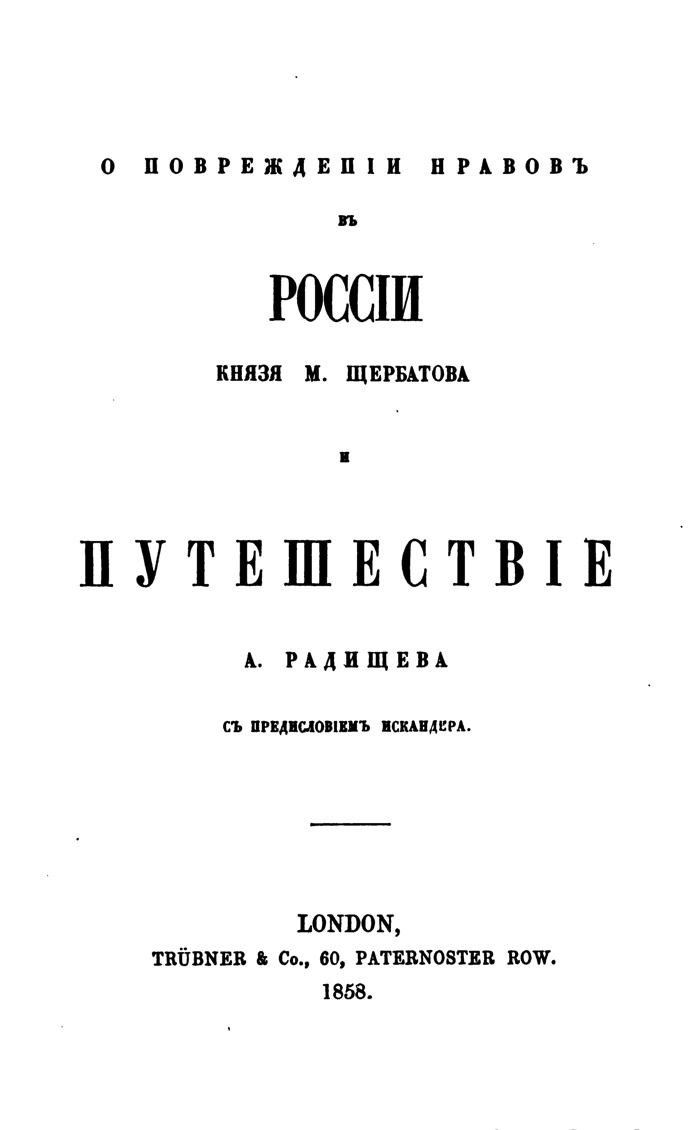
«О повреждении нравов в России» князя М. Щербатова и «Путешествие из Санкт-Петербурга в Москву» А. Н. Радищева. Титульный лист. 1858

- Под суд! — приложение к «Колоколу», 13 листов (октябрь 1859 — апрель 1862)
- Общее вече — газета, приложение к «Колоколу», 29 номеров (июль 1862 — июль 1864)
- Kolokol — двуязычная газета на французском языке с русским приложением (1868—1869)
- В. А. Панаев. Проект освобождения помещичьих крестьян в России — специальное приложение к 44-му номеру «Колокола» (1 июня 1859)
- 14 декабря 1825 и император Николай (1858)
- О повреждении нравов в России князя М. Щербатова и Путешествие из Санкт-Петербурга в Москву А. Н. Радищева (1858)
- Mémoires de l'impératrice Catherine II (1859)
- Записки императрицы Екатерины II, перевод с французского (1859)
- Записки княгини Дашковой (1859)
- Записки сенатора И. В. Лопухина (1860)
- К. Ф. Рылеев. Думы и стихотворения (сентябрь 1860)
- А. И. Герцен, Н. П. Огарёв. За пять лет (1855—1860). Политические и социальные статьи — сборник статей в двух частях (1860—1861)
- Библия. Священное Писание Ветхого и Нового Завета, переведённое с еврейского независимо от вставок в подлиннике и от его изменений, находящихся в греческом и славянском переводах. Ветхий Завет. Отдел 1-й, заключающий в себе Закон или Пятикнижие. Перевод Вадима (В. И. Кельсиев) (1860)
- Что нужно народу? — прокламация Н. П. Огарёва при участии Н. Н. Обручева (июль 1861)
- Русская потаённая литература XIX века — сборник (октябрь 1861)
- Исторический сборник Вольной русской типографии в Лондоне — две книжки (апрель 1859, январь 1861)
- Сборник правительственных сведений о раскольниках, составленный В. Кельсиевым — четыре тома (1861—1862)
- Собрание постановлений по части раскола, составленное В. Кельсиевым — два тома (1863)
- Н. П. Огарёв. Что надо делать народу — листовка (1862)
- П. А. Мартьянов. Народ и государство — брошюра (1862)
- Записки декабристов — 3 выпуска, второй-третий сдвоенные (1862—1863)
- Солдатские песни (ноябрь 1862)
- Вероисповедание духовных христиан, обыкновенно называемых молоканами (1862)
- Свободные русские песни (1863)
- Десятилетие Вольной русской типографии в Лондоне. Сборник её первых листов, составленный и изданный Л. Чернецким (1863)

Во второй половине двадцатого века «Группой по изучению революционной ситуации в России конца 1850-х — начала 1860-х годов» было осуществлено комментированное факсимильное переиздание ряда ключевых изданий Вольной русской типографии. Среди них были «Колокол» с приложениями (десять томов + том комментариев, 1962—1964 годы), «Полярная звезда» (книги I—VIII + том комментариев, 1966—1968 годы), «Голоса из России» (книжки I—IX в трёх томах + том комментариев, 1974—1976 годы), «Kolokol» (один том + том комментариев, 1978—1979 годы), записки Екатерины II, княгини Дашковой, сенатора Лопухина, том «О повреждении нравов в России» князя Щербатова и «Путешествие из Санкт-Петербурга в Москву» А. Н. Радищева, несколько других книг.

## Адреса типографии
- Адреса в Лондоне
  - 82, Judd street, Brunswick Square
  - 2, Judd street, Brunswick Square
  - 5, Thornhill place, Caledonian road
  - 136 & 138, Thornhill place, Caledonian road
  - Elmfield House, Teddington, Middlesex
  - Jessamine cottage, New Hampton, Middlesex
- Адреса в Женеве
  - 40, Pré l'Evêque
  - Place Bel-Air, Ancient Hôtel des Postes